# Palau d'Ongay-Vallesantoro
El palau d'Ongay-Vallesantoro o de Vallesantoro és un edifici barroc situat al carrer d'Alfonso el Batallador de Sangüesa (Navarra). Actualment és la Casa de Cultura de la localitat.

## Història
Va ser fer construir al segle xvii per Blas de Ongay Iriarte, chantre de la catedral de Pamplona. La seva filla Ana María es va casar amb Juan Echeverri y Echenique, natural d'Arnegi. A la fi de segle xviii va passar a mans de Leopoldo de Gregorio y Paternó (1749-1819), marquès de Vallesantoro i virrei de Navarra.

## Descripció
Es tracta d'un edifici de tres plantes, amb la planta baixa de carreus, i les superiors de maó, separades per impostes bocelades. A  dos pisos superiors hi ha dos balcons amb balustrades. El coronament té ràfec de fusta, amb decoració d'influència colonial americana (Mèxic i Perú), amb tretze representacions d'animals fantàstics que prenen caps humans, fruites i plantes exòtiques, indis atlants i animals fantàstics.
La façana xorigueresca compta amb una portada barroca amb llinda amb un frontó triangular d'estil barroc amb influències ja del neoclassicisme, construïda sent ja propietat dels Vallesantoro. La portada es troba entre dos columnes salomòniques llises amb capitells corintis que es recolzen sobre pedestals encaixats. A les traspilastres es representen sirenes de les boques de les quals pengen raïms de fruites. Al fris classicista s'alternen sols amb bucaners. De l'època dels Ongay és l'escut sobre la portada, on es mostren l'escut d'armes de la família, que mostra els emblemes dels quatre cognoms de Juan Echeverri y Echenique Lesaca Bèrnia, amb tres veneres de plata, escacs, lleó i aspes d'or i senglar creuat a un arbre, i en el escussó central apareixen els tres cors dels Ongay.
A l'interior hi ha una escala monumental amb balustrada de fusta i columnes acanalades, salomòniques i entorxades. A l'últim pis del pati es disposen columnes salomòniques.
Es tracta d'un dels béns associats al Camí de Sant Jaume que Espanya va enviar a la UNESCO en el seu dossier «Inventario Retrospectiu - Elements Associats» (Retrospective Inventory - Associated Components).